# Patricia de Groot
Patricia de Groot (Tegelen, 11 juli 1964) is een Nederlandse auteur en literair redacteur.
In 1993 studeerde De Groot af in de Nederlandse Taal- en Letterkunde aan de Universiteit van Amsterdam. Tijdens en na haar studie organiseerde ze literaire avonden bij Stichting Perdu. Sinds 1997 is zij werkzaam als redacteur bij Uitgeverij Querido.
In 2002 debuteerde zij als prozaschrijver met De achteroverval, en in 2003 maakte zij samen met fotograaf Emmy Scheele het tekst- & fotoboek Op de kop. Haar derde boek was getiteld: Derde. Een sprookje over het hier en het namaals. Daarnaast publiceerde De Groot in literaire tijdschriften, als Raster, De Gids en Tirade.
In al haar teksten speelt beweging een centrale rol.